# Gloppen
Gloppen es un municipio en la provincia de Sogn og Fjordane, Noruega. Está situado en el distrito tradicional de Nordfjord y cuenta con una población de 5751 habitantes según el censo de 2015.
Gloppen es generalmente subdividida en tres áreas: Hyen en el oeste, Gloppen en el centro y Breim en el este. Cada una de las áreas tiene sus propios centros de servicios principales. Sandane, el centro administrativo, es el más grande con alrededor de 2500 habitantes. Otras aldeas incluyen a Byrkjelo, Re y Straume.

## Información general

### Nombre
El nombre (en nórdico antiguo: Gloppi) era originalmente el nombre de un fiordo (ahora Gloppenfjorden). El nombre probablemente deriva de la palabra gloppa que significa «apertura estrecha».

### Escudo de armas
El escudo de armas es de tiempos modernos. Las armas fueron concedidas el 19 de diciembre de 1986. Muestra un caballo fiordo de los que hay en el área.

### Antecedentes
Gloppen fue establecido como un municipio el 1 de enero de 1838 (ver formannskapsdistrikt). El municipio original era idéntico a la parroquia (prestegjeld) de Gloppen incluyendo las subparroquias (sokn) de Gimmestad, Breim y Vereide.
El 1 de enero de 1886, la subparroquia de Breim (población: 1.823) fue separada de Gloppen. Esto dejó a Gloppen con 2.970 residentes.
El 1 de enero de 1964, el municipio de Breim (población: 1.731) fue reincorporado al municipio de Gloppen. Después de la reincorporación, la población de Gloppen era de 5.702 habitantes.
El 1 de enero de 1965, el área de Hoplandsgrenda (población: 42) fue transferido al municipio vecino de Stryn.

### Iglesias
La Iglesia de Noruega tiene seis iglesias dentro del municipio de Gloppen. Es parte de la Diócesis de Bjørgvin y el Decanato Rural (Prosti) de Nordfjord.

## Gobierno
Todos los municipios en Noruega, incluyendo a Gloppen, son responsables de la educación primaria (hasta 10.º grado), los asistencia sanitaria a los pacientes no hospitalizados, los servicios a los ciudadanos de la tercera edad, el desempleo y otros servicios sociales, la zonificación, el desarrollo económico y las carreteras municipales. El municipio es gobernado por un concejo municipal de representantes electos, que eligen a un alcalde.

### Concejo municipal
El concejo municipal (Kommunestyre) de Gloppen está conformado por 27 representantes que son elegidos cada cuatro años.

### Alcalde
El alcalde (ordførar) de un municipio en Noruega es un representante del partido mayoritario del concejo municipal que es elegido para liderar el concejo. Anders Ryssdal del Senterpartiet fue reelegido como alcalde para el período 2007-2011.

## Geografía
El municipio está situado en las costas australes de Nordfjord. Al norte está el municipio de Eid, al este está Stryn, al sur están Naustdal y Jølster y al oeste están Flora y Bremanger.
Gloppen tiene un paisaje natural virtualmente impoluto desde montañas a la altura del mar hasta alpinas de unos 1800 metros de altura. Snønipa es la montaña más alta del municipio y está situada en el glaciar Myklebustbreen. El lago Breimsvatn también yace en Gloppen.

## Economía
El comercio y la industria dominantes en Gloppen son la agricultura y el cultivo. El centro municipal Sandane es también hogar de una universidad de educación secundaria y hasta hace poco (2005) también una parte de la Universidad de Sogn og Fjordane especializada en musicoterapia.